# Dzjarylhatjs gamla fyr
Dzjarylhatjs gamla fyr (ukrainska: Джарилгацький маяк)  är en inaktiv fyr på den obebodda ön Dzjarylhatj i Karkinitviken i Cherson oblast i Ukraina. Fyren, som var en av de viktigaste i Svarta havet, ersattes 1997 av en ny fyr, och den gamla kulturskyddades.
Fyren, som ersatte en tidigare fyr, är en 23 meter hög fyrkantig  fackverkskonstruktion med en spiraltrappa i mitten och en lanternin på toppen. Den tillverkades i Frankrike, troligen av Gustave Eiffel eller en av hans elever. Fyrlyktan var försedd med en fresnellins och eldades med fotogen. Den elektrifierades 1958 och lysvidden ökade från 14  till 23 nautiska mil. När den nya fyren byggdes flyttades optiken dit.

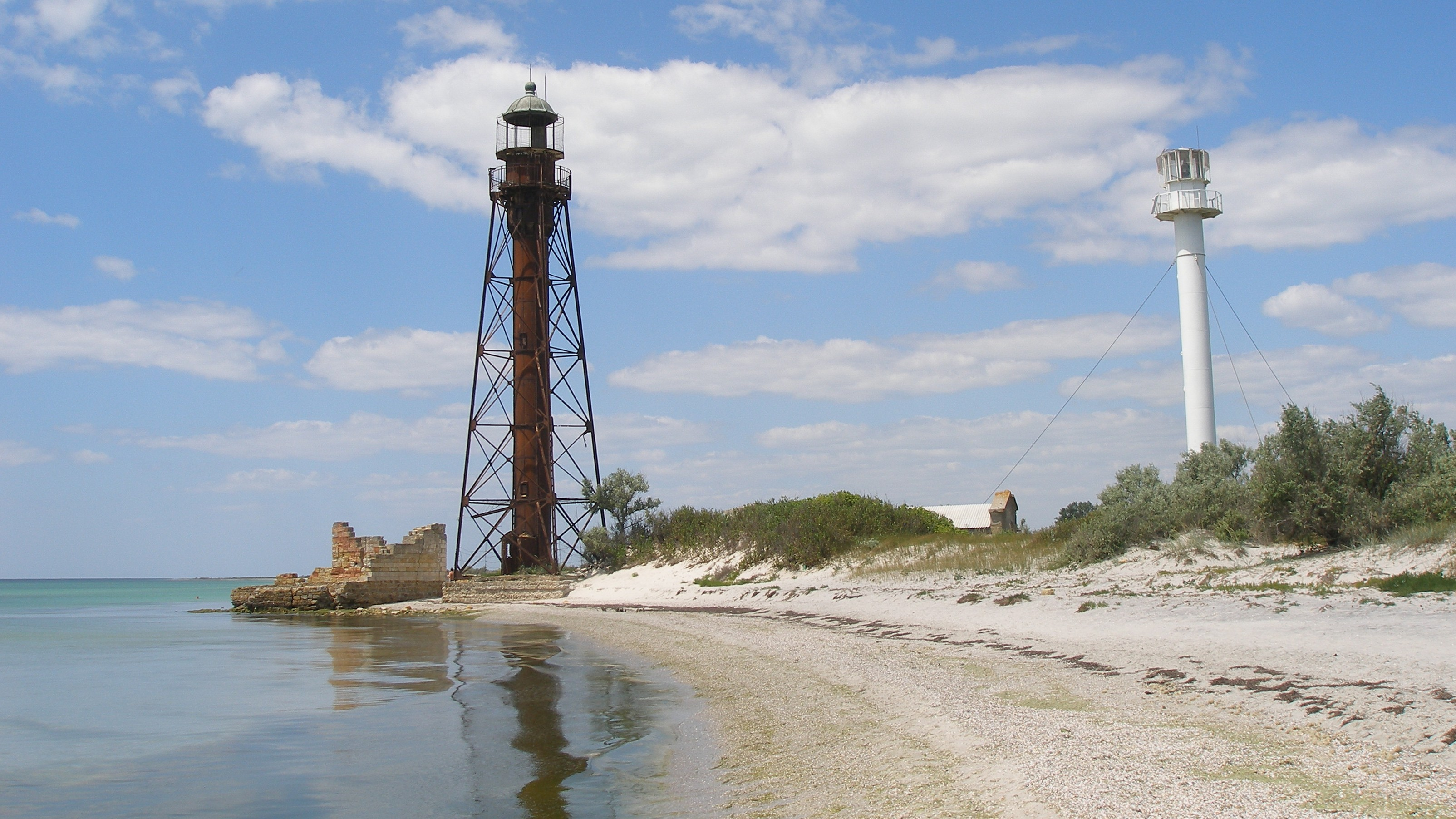
Dzjarylhatjs gamla fyr med den nya fyren i bakgrunden.

Fyren kan endast nås med båt. Den var tidigare öppen för besökare men idag är det farligt att klättra de 105 stegen upp till toppen av det rostiga tornet. Den nya fyren kan inte besökas.